# Kiri Te Kanawa
Kiri Janette Te Kanawa (født 6. marts 1944 i Gisborne) er en newzealandsk operasanger (sopran). Foruden sang i det klassiske repertoire har hun også indsunget musicals.
Kiri Te Kanawa er født som Claire Mary Teresa Rawstron, hendes biologiske mor er irsk, faderen er maori. Som spædbarn blev hun adopteret af Thomas Te Kanawa, der også er maori og hans kone Nell, som var af irsk afstamning.
Kiri Te Kanawa fik sin første sangundervisning i Auckland. Efter at hun vandt en sangkonkurrence i Melbourne, kunne hun rejse til London. Hendes første store rolle fik hun i London som "anden dame" i Wolfgang Amadeus Mozarts Tryllefløjten i december 1968. I 1969 sang hun sin første hovedrolle: Elena i Gioachino Rossinis La donna del lago. Debuten ved Royal Opera House i Covent Garden fik hun i 1970 som Xenia i Modest Mussorgskijs opera Boris Godunov. I løbet af de næste år sang hun ved alle de store operascener i verden. Debuten ved Metropolitan Operaen kom i 1974, da hun med kortest mulige varsel måtte afløse Teresa Stratas som Desdemona i Giuseppe Verdis Otello.
Kiri Te Kanawa sang i St. Paul's Cathedral under Prins Charles og Prinsesse Dianas bryllup i 1981.
I 1984 nåede hun et bredere publikum, da Leonard Bernstein valgte hende til rollen Maria i hans eneste studieindspilning af West Side Story. Josep Carreras sang rollen som Tony. Det blev lavet en seværdig dokumentarfilm om pladeindspilningen.
Hun fortsatte med Carreras i denne genre med indspilningen af musikken til musicalen South Pacific i 1986.

## Familie
Te Kanawa var født i Gisborne i New Zealand som Claire Mary Teresa Rawstron, som datter af Mary Noeleen Rawstron og Tieki «Jack» Wawatai, som var gift for anden gang. Da hun var fem uger gammel, blev hun adopteret af Nell og Atama Thomas «Tom» Te Kanawa, og fik navnet Kiri Jeanette Claire Te Kanawa. Både de biologiske og adoptivforældrene var af henholdsvis irsk-engelsk og maori-afstamning.
Kiri Te Kanawa voksede op i Gisborne, hvor hendes moder drev et herberg. Hun voksede op i den europæiske kultur, men oplevede diskriminering som «maori» under opvæksten.
Hun mødte aldrig sin biologiske mor, som døde i 1979, eller far, som døde før hun vidste noget om ham, i 1963.
I 1987, under optagelsen af fjernsynsprogrammet Return Journey, blev hun taget imod af sin fars stamme, Ngati Maniapoto, og dermed af sin biologiske far Ngati Porou. Senere har hun erklæret slægtskab til begge. Selv om formel adoption ikke var almindelig i maoritraditionen, havde Tom Te Kanawa signaliseret at hun var del af familien ved at give hende navnet «Kiri» efter sin fader.
Te Kanawa havde aldrig gjort noget forsøg på at finde sine biologiske forældre, men på et vist tidspunkt kontaktede halvbroderen Jim Rawstron hende. I begyndelsen var hun ikke interesseret i at møde ham, men i 1997 gik hun med til det. Episoden endte bittert da en avis omtalte mødet. Rawstron nægtede at have taget kontakt med avisen, men Te Kanawa har senere fastslået, at hun ikke ønsker at have noget at gøre med sin biologiske familie.
Te Kanawa mødte Desmond «Des» Park i London i august 1967, og de giftede sig seks uger senere i St Patrick's Cathedral i Auckland. De adopterede to børn, Antonia Aroja (f. 1976) og Thomas (f. 1979), som blev opkaldt efter morfaderen. Park var mangager for Te Kanawa gennem en årrække. Ægteparret blev skilt efter tredive år sammen i 1997.

## Uddannelse
Te Kanawa var fra en musikalsk familie, som ofte samlede sig omkring klaveret, som moderen spillede, og sang. Moderen opmuntrede hende til at synge solo i de musikalske samlinger i hjemmet og fik organiseret en sangoptræden for Kiri på den lokale radiostation Radio 2XG, da hun var syv år gammel. Selv om Kiri var genert og nervøs for at optræde, tvang moderen hende til at øve sig og optræde. Efterhånden fik hun faste radioindslag.
I 1956 flyttede familien til Auckland, så Kiri kunne gå på en skole der og senere få sangundervisning af søster Maria Leo, en nonne som er kendt for at have trænet flere kendte sopraner.
Kiri Te Kanawa uddannede sig ved St Mary's College i Auckland, hvor hun også fik sangundervisning. Hun kom med i St Mary's Choir, som optrådte omkring Auckland, Hun sang også selv ved bryllupper og begravelser, og optrådte efterhånden også i natklubber.
Te Kanawa fik hovedrollen i maori-musikalen Uwane i 1962. Personligt fik hun positiv kritik, men musikalen som helhed fik ikke gode anmeldelser og blev aflyst efter blot fire forestillinger.
Hun tog del i en række sangkonkurrencer på New Zealand og vandt midler til at studere videre. I 1960 vandt hun sin første sangkonkurrence, Auckland Competition, i gruppen af sekstenårige. I 1965 vandt Te Kanawa en konkurrence i Melbourne med en fremføring af «Vissi d'arte» fra Puccini-operaen Tosca. Præmien var et stipendium som sammen med støtte fra den newzealandske stat, gaver og indtægter fra nogle koncerter gjorde, at hun kunne rejse til London for at fortsætte sine musikstudier.
I 1966 blev Te Kanawa elev ved London Opera Centre, hvor hun kom ind uden audition, men med anbefalinger fra sin lærer, direktøren for New Zealand Opera Company og James Robertson ved centeret.
Hun studerede sangteknik under Florence Wiese-Norberg, som hjalp hende med at udvikle den øvre del af sit stemmeregister, og under den ungarske sangerinde Vera Rózsa, som hun fik et mangeårigt samarbejde med. Hun manglede sangteknik, da hun begyndte studierne i London, men havde allerede haft evne til at fange publikum. Før hun kom til London, havde hun aldrig sunget en hel opera.
Te Kanawa sang oprindelig mezzosopran, men blev opmuntret til at gå højere og udviklede sig til sidst til at synge sopran. Blandt andre fortalte Richard Bonynge hende under en mesterklasse, at hun ikke var en mezzosopran men en sopran. Efter dette begyndte hun at arbejde sig opefter. En anden vigtig påvirkning under hendes uddannelse kom fra Georg Solti.

## Karriere
Allerede da Te Kanawa drog til England fra New Zealand, var hun blevet en bedstsælgende pladeartist i hjemlandet, med plader som Maori Love Duets, The Nun's Chorus, My Lady Greensleeves og Kiri på Kiwi Records. Hun havde haft faste radio- og tv-optrædener og havde status som en popstjerne.

### Tidlige år i London
Te Kanawa havde sin første scenerolle i december 1968, som anden dame i Tryllefløjten af Mozart, og optrådte også i Dido og Aeneas af Purcell ved Sadler's Wells Theatre. Hun sang også titelrollen i Anna Bolena af Donizetti. I 1969 havde hun rollen som Elena i La donna del lago af Rossini ved Camden Festival.
Efter at have optrådt som Idamante i Idomeneo af Mozart fik hun tilbudt en femårskontrakt ved Royal Opera House Covent Garden. Her debuterede hun som Xenia i Boris Godunov og blomsterpige i Parsifal i 1970.
I 1970 fik både hun og newzealandske Mary Masterton hovedrollen i Carmen i Newcastle.
Hun turnerede i denne rolle på New Zealand til udsolgte koncerter.

### International karriere
I 1970 fik Te Kanawa rollen, som skulle give hende et internationalt gennembrud, som grevinde Almaviva i Figaros bryllup. Efter auditionen for rollen sagde dirigenten, Colin Davis: "jeg kunne ikke tro mine egne ører. Jeg har haft tusindvis af auditioner, men det var en så fantastisk smuk stemme. Lad os høre henne igen og se om vi ikke drømmer."Skabelon:Mrk Under operachefen John Copley fik Te Kanawa grundig oplæring i rollen.
Hun debuterede i rollen som grevinde Almaviva ved operafestivalen Santa Fe Opera i New Mexico, dirigeret af John Crosby, 30. juli 1971. Sammen med en anden nykomling, Frederica von Stade, havde hun stor succes: "Det var to af nykommerne som blændede publikum: Frederica von Stade som Cherubino og Te Kanawa som Grevinden. Alle vidste med det samme at dette var strålende fund. Historien har bekræftet dette første indtryk."Skabelon:Mrk Oplæring og optrædenen i Santa Fe var på engelsk. Derefter måtte hun lære rollen på italiensk.
Den 1. december 1971 debuterede Te Kanawa i rollen ved Covent Garden og skabte sensation: "Med ‘Porgi amor’ slog hun huset omkuld",Skabelon:Mrk sagde Donald McIntyre, "så sang hun den andre arie og slog huset omkuld igen." Kritikerne i London var enige i rosen.
Efter dette fulgte en optræden som grevinde ved Opéra National de Lyon og San Francisco Opera i efteråret 1972. Hun debuterede i rollen som Desdemona i Otello i Glasgow i 1972. I 1974 debuterede hun ved Metropolitan Opera i samme rolle med meget kort varsel, som erstatning for Teresa Stratas, som var blevet syg.
Te Kanawa optrådte ved Glyndebourne Festival i 1973, og debuterede i Paris i 1975, Sydney i 1976, Milano i 1978, Salzburg i 1979 og Wien i 1980. Hun spillede Donna Elvira i Joseph Loseys filmatisering af Don Giovanni fra 1979. Filmen blev en kritikermæssig og kommerciel succes.
Det hektiske liv med rejser og hyppige optrædener gav henne et psykisk og fysisk knæk, og i 1975 blev ho sygemeldt i flere måneder.
Efter dette fik ho flere hvileperioder mellem engagementer og ferier med familien. Ægtefællen opsagde sin stilling, som sende ham verden rundt, og fulgte hende mere og tog sig af meget af det administrative. I 1980-erne var hun en af de bedst betalte sopraner i verden.
I 1982 havde hun sin eneste sceneoptræden som Tosca, i Paris, uden succes. I 1989 optrådte hun i rollen som Elisabeth de Valois i Don Carlos ved optræden i rollen i Chicago. I 1990 optrådte hun som grevinde i Capriccio, først i San Francisco senere med succes i Covent Garden, Glyndebourne og Metropolitan i 1998. I de følgende år optrådte Te Kanawa ved Lyric Opera of Chicago, Opéra National de Paris, Sydney Opera House, Wiener Staatsoper, La Scala, San Francisco Opera, München og Köln, og udvidede repertoiret med Mozart-rollerne Donna Elvira, Pamina og Fiordiligi og italienske roller som Mimi i La bohème.
Te Kanawa havde en særlig tilknytning til Richard Strauss' heltinder. Hendes første optræden i titelrollen som Arabella ved Houston Grand Opera i 1977. Derefter fulgte rollerne som Marchalinden i Rosenkavaleren og grevinde i Capriccio. Mange af hendes optrædener fandt sted med Georg Solti som dirigent, og det var med ham, hun indspillede Figaros bryllup i 1982.
I 1981 blev hun set og hørt af et publikum på 600 skønnet millioner da hun fremførte "Let the bright Seraphim" af Händel ved brylluppet for prins Charles og lady Diana Spencer.
Hun blev yderligere kendt uden for operaverdenen i 1984, da hun sang rollen som Maria i Leonard Bernsteins studioindspilning af musikalen West Side Story. Jose Carreras sang rollen som Tony. Andre specielle optrædener var udendørskoncerten "Opera in the Outback" i 1988, som fandt sted i Yalkainah Gorge ved Beltana i forbindelse med 200-årsjubilæet for grundlæggelsen af kolonien Australien, og en gratis udendørs koncert i The Domain på New Zealand i 1990 i forbindelse med 150-årsjubilæet for Waitangitraktaten. Omkring 140.000 mennesker kom for at høre hende, lidt over 5% af alle indbyggere i New Zealand.
Te Kanawa var en drivkraft for at få et koncerthus i New Zealand. Efter at Aotea Centre i Auckland stod færdigt, åbnede hun centeret i 1990 og holdt den første koncert der.
Te Kanawa har også haft samarbejde med musikere fra popverdenen som Paul McCartney og hans Liverpool Oratorio, en koncert med Elton John og MC Hammer og sang i filmen Meeting Venus for rollefiguren spillet af Glenn Close.
I 1991 indspillede hun "World in Union" for verdenscupen i rugby som nåede fjerdepladsen på den britiske hitliste.
I senere år af karrieren havde Te Kanawa færre operaoptrædener, men fortsat flere koncerter. Hun optrådte i Vanessa af Samuel Barber i Monte Carlo (sendt på fjernsyn i 2001), med Washington National Opera (2002) og med Los Angeles Opera fra november til december 2004.
I april 2010 havde Te Kanawa sin sidste operaoptræden, i rollen som Marchalinden i Der Rosenkavalier af Richard Strauss ved Oper Köln i Tyskland. Same år spillede hun rollen som hertuginde af Krakenthorp i La fille du régiment af Donizetti ved Metropolitan Opera, og sang en tango. Hun gentog denne rolle ved Metropolitan Opera i 2011–12-sæsonen, i Wien i 2013 og ved Covent Garden i marts 2014. I løbet af processen fyldte hun 70 år. Mellem Strauss-opførslerne optrådte hun også i en urfremførelse af Tokyo Global Concert af Haruhisa Handa ved Nakano-Zero Hall i Nakano i Tokyo, den 10. september 2013.
I oktober 2013 spillede hun den australske sangerinde Nellie Melba i en episode af fjernsynsserien Downton Abbey.
I 2017 meddelte hun, at hun ikke ville optræde offentligt igen.

## Udmærkelser
Kiri Te Kanawa blev i 1982 udnævnt til Dame Commander af Order of the British Empire. Hun blev derigennem adlet og har ret til at anvende tiltaleformen Lady foran sit navn. I 1989 blev hun tildelt den franske orden Ordre des Arts et des Lettres. Hun blev i 1990 udnævnt til (Companion) af Order of Australia og i 1995 blev hun tildelt Order of New Zealand.